# Monthuchon
Monthuchon és un municipi francès situat al departament de la Manche i a la regió de Normandia. L'any 2007 tenia 587 habitants.

## Demografia

### Població
El 2007 la població de fet de Monthuchon era de 587 persones. Hi havia 214 famílies de les quals 36 eren unipersonals (20 homes vivint sols i 16 dones vivint soles), 73 parelles sense fills, 97 parelles amb fills i 8 famílies monoparentals amb fills.
La població ha evolucionat segons el següent gràfic:
Habitants censats

### Habitatges
El 2007 hi havia 243 habitatges, 217 eren l'habitatge principal de la família, 11 eren segones residències i 16 estaven desocupats. 240 eren cases i 1 era un apartament. Dels 217 habitatges principals, 196 estaven ocupats pels seus propietaris, 18 estaven llogats i ocupats pels llogaters i 2 estaven cedits a títol gratuït; 2 tenien una cambra, 5 en tenien dues, 8 en tenien tres, 40 en tenien quatre i 161 en tenien cinc o més. 166 habitatges disposaven pel capbaix d'una plaça de pàrquing. A 87 habitatges hi havia un automòbil i a 119 n'hi havia dos o més.

### Piràmide de població
La piràmide de població per edats i sexe el 2009 era:
| Homes | Edats   | Dones |
| ----- | ------- | ----- |
| 0     | 95 o +  | 0     |
| 0     | 90 a 94 | 0     |
| 0     | 85 a 89 | 0     |
| 0     | 80 a 84 | 4     |
| 12    | 75 a 79 | 0     |
| 8     | 70 a 74 | 12    |
| 16    | 65 a 69 | 16    |
| 8     | 60 a 64 | 8     |
| 12    | 55 a 59 | 8     |
| 36    | 50 a 54 | 40    |
| 20    | 45 a 49 | 16    |
| 20    | 40 a 44 | 12    |
| 52    | 35 a 39 | 48    |
| 0     | 30 a 34 | 20    |
| 12    | 25 a 29 | 12    |
| 4     | 20 a 24 | 16    |
| 36    | 15 a 19 | 28    |
| 8     | 10 a 14 | 24    |
| 32    | 5 a 9   | 32    |
| 8     | 0 a 4   | 28    |

## Economia
El 2007 la població en edat de treballar era de 392 persones, 302 eren actives i 90 eren inactives. De les 302 persones actives 285 estaven ocupades (153 homes i 132 dones) i 17 estaven aturades (3 homes i 14 dones). De les 90 persones inactives 36 estaven jubilades, 31 estaven estudiant i 23 estaven classificades com a «altres inactius».

### Ingressos
El 2009 a Monthuchon hi havia 232 unitats fiscals que integraven 623 persones, la mediana anual d'ingressos fiscals per persona era de 18.494 €.

### Activitats econòmiques
Dels 12 establiments que hi havia el 2007, 1 era d'una empresa de fabricació d'altres productes industrials, 2 d'empreses de construcció, 4 d'empreses de comerç i reparació d'automòbils, 1 d'una empresa de transport, 1 d'una empresa d'hostatgeria i restauració, 1 d'una empresa immobiliària i 2 d'empreses de serveis.
Dels 3 establiments de servei als particulars que hi havia el 2009, 1 era un guixaire pintor, 1 fusteria i 1 restaurant.
L'únic establiment comercial que hi havia el 2009 era una llibreria.
L'any 2000 a Monthuchon hi havia 19 explotacions agrícoles que ocupaven un total de 260 hectàrees.

## Equipaments sanitaris i escolars
El 2009 hi havia una escola elemental integrada dins d'un grup escolar amb les comunes properes formant una escola dispersa.

## Poblacions més properes
El següent diagrama mostra les poblacions més properes.